# Emissions Digitals de Catalunya
Emissions Digitals de Catalunya, S.A. (EDICA) es una operadora de televisión española, propiedad de OC 2022. Poseía la concesión para la explotación de un canal múltiple en TDT en la comunidad autónoma de Cataluña, la cual cesó tras finalizar sus emisiones los canales 8TV, 8TV HD, Verdi Classics (HD).

## Historia
El 1 de agosto de 2003, Emissions Digitals de Catalunya -que ya operaba la televisión local barcelonesa City TV- resultó ganadora del concurso de la Generalidad de Cataluña para la concesión de la explotación de un canal múltiple de televisión digital terrestre, con una cobertura autonómica y emisión en abierto. De este modo, EDC obtuvo la licencia para poner en marcha el primer canal de televisión autonómico de carácter privado de Cataluña.
En 2004 EDC extendió la cobertura de City TV, todavía analógica, a todas las capitales de provincia de Cataluña. Ello fue posible gracias a los acuerdos alcanzados con Mediapro (que poseía una frecuencia en Lérida a través de Antena Local) y Flaix TV, quien cedió a City TV sus frecuencias en Tarragona y Gerona a cambio de obtener uno de los canales del futuro multiplex de EDC.
En marzo de 2006 Emissions Digitals de Catalunya inició las emisiones digitales con la puesta en marcha de cuatro canales. Además de City TV, renombrada como Td8 -y medio año después rebautizada nuevamente como 8tv- se añadieron tres nuevos canales en pruebas: EDC2, EDC3 y EDC4, que en sus primeros años de vida se dedicaron a reemitir programas de City TV. Según el proyecto original, dichas frecuencias estaban destinadas a los canales temáticos Vida (sobre ocio y estilos de vida), Parc (orientado al público infantil) y Black (dedicado al público joven con contenidos culturales y musicales). Está propuesta, sin embargo, fue finalmente desestimada.
El 20 de febrero de 2008 Emissions Digitals de Catalunya, a través de la frecuencia de EDC4, puso en marcha 105tv, un canal temático musical basada en el estilo de la radiofórmula del Grupo Godó, RAC105. Este canal cambió su nombre a RAC105 TV en el 2010.
El 23 de abril de 2008, coincidiendo con la Diada de San Jorge, el Grupo Godó anunció la puesta en marcha de un plan de expansión de cobertura para llevar la señal de Emissions Digitals de Catalunya a toda Cataluña, más allá del área metropolitana de Barcelona y del resto de capitales de provincia.
En julio de 2008 el Grupo Godó anunció un acuerdo con Filmax para la puesta en marcha de un canal temático dedicado al cine y que estaría gestionado por la productora cinematográfica. El inicio de emisiones se anunció para noviembre de 2008, aunque luego esta fecha ha sido demorada.
El 13 de noviembre de 2008 el Grupo Godó y el Fútbol Club Barcelona llegaron a un acuerdo para que el canal de televisión oficial del club, que venía emitiendo dentro del paquete de diversas plataformas de pago (Digital Plus, Ono y Movistar TV) pasara a formar parte de la oferta en abierto de Emissions Digitals de Catalunya. Las emisiones de Barça TV a través del canal EDC2 se iniciaron el 13 de diciembre de 2008, coincidiendo con la disputa del Clásico de la liga española entre el FC Barcelona y el Real Madrid.
El 15 de abril de 2010, estil9 sustituyó la señal de EDC3.
A principios de 2013, estil9 fue sustituido por bom.
El 15 de diciembre de 2014 bom cesó sus emisiones, aunque bom emite bloques en RAC105.
El 21 de mayo de 2015 Mediaset España compra el 40% de Emisions Digitales de Cataluña y 8TV.
En 2017 ambos grupos negocian la recompra de las acciones, para finalmente en 2018 el Grupo Godó adquiere de nuevo ese 40%.
El 16 de marzo de 2020, Emissions Digitals de Catalunya pasa a explotar y gestionar el canal temático de cine, BOM Cine, en Catalunya. El canal que ya estaba emitiendo en otras comunidades autónomas se incorpora al multiplex de EDICA bajo su gestión.
En marzo de 2021, OC 2022 anunció la compra Emissions Digitals de Catalunya por 10 millones de euros al Grupo Godó, que en julio de 2021 fue aprobada por el Consejo del Audiovisual de Cataluña (CAC).
El 23 de noviembre de 2021, BOM Cine cesó sus emisiones en Cataluña y fue remplazada a Verdi Classics. El 30 de junio de 2023 finalizaron las emisiones de Barça TV, mientras que entre el 16 y el 17 de octubre de 2023 finalizaron sus emisiones Verdi Classics y 8tv en sus dos señales (SD y HD)

## Accionariado
En el momento de su constitución, en 2003, el accionariado de Emissions Digitals de Catalunya, S.A. estaba compuesto por los siguientes socios:
- 62,5% Catalunya Comunicació SL, división audiovisual del Grupo Godó, que ya gestionaba CityTV
- 20% Beat About SL, sociedad del Grupo 100% Comunicació, que gestiona canales de televisión local como Més TV de Tarragona, Tele Bages de Manresa o Teletaxi TV de Barcelona,
- 10% Difusió Digital Societat de Telecomunicacions SA (TRADIA), propiedad de la operadora de telecomunicaciones Abertis,
- 5% Catalana de Televisió 2003 SL, sociedad participada por los empresarios Sol Daurella, Artur Carulla, Antoni Vila Casas, Carles Colomer y Maria Reig.
- 2,5% Orfeón Catalán.

Posteriormente, el Grupo Godó, a través de la sociedad Catalunya Comunicació (de la que posee un 93% del accionariado) ha ido aumentando su presencia en EDC, hasta llegar a controlar, en la actualidad, el 100% del capital.

### Entrada de Mediaset en 2015
El 21 de mayo de 2015, se oficializa la venta del 40% por parte del Grupo Godó a Mediaset España.
- 60% Catalunya Comunicació SL, división audiovisual del Grupo Godó.
- 40% Mediaset España.

### Retirada de Mediaset en 2017
El Grupo Godó recompra las acciones a Mediaset España y vuelve a tener el 100% de 8TV, RAC105 TV y Barça TV

### Compra por parte de OC 2022 en 2021
El 15 de julio de 2021, se oficializa la venta del 100% por parte del Grupo Godó a OC 2022.

## Canales

### Canales de televisión

#### Extintos
- 8TV HD: Canal generalista explotado y gestionado por EDICA en alta definición (HD).
- 8TV: Canal generalista explotado y gestionado por EDICA en definición estándar (SD).
- Barça TV: Canal oficial del Fútbol Club Barcelona que emitía una programación temática centrada en el club en definición estándar (SD).
- Barça TV HD: Canal oficial del Fútbol Club Barcelona que emitía una programación temática centrada en el club en alta definición (HD).
- BOM Cine: Canal temático de cine. Fue sustituido por Verdi Classics.
- RAC105 TV
- Verdi Classics (HD): Canal temático de cine (HD).

### Canales de radio

#### Extintos
- RAC1: Radio generalista explotado y gestionado por GrupoGodo.
- RAC105: Radio musical explotado y gestionado por GrupoGodo.
- Radio Tele-Taxi: Radio musical propiedad de Justo Molinero.